# كارل بيرسون
كارل بيرسون (بالإنجليزية: Karl Pearson)، حائز على زمالة الجمعية الملكية، زمالة الجمعية الملكية في إدنبرة (27 مارس 1857 - 27 أبريل 1936)، عالم رياضيات إنجليزي وخبير إحصاء حيوي. كان له الفضل في تأسيس نظام الإحصاء الرياضي. أسس أول قسم للإحصاءات الجامعية في العالم في كلية لندن الجامعية عام 1911، وساهم بشكل كبير في مجال القياس الحيوي والأرصاد الجوية. كان بيرسون أيضًا مؤيدًا للداروينية الاجتماعية وعلم تحسين النسل. كان بيرسون ربيبًا للسير فرانسيس غالتون وكاتبًا لسيرته الذاتية. أكمل عمل كل من ويليام كينغدون كليفورد، الحس السليم للعلوم الدقيقة (1885)، وإسحاق تودهونتر، تاريخ نظرية المرونة، المجلد.1 (1886–1893) والمجلد.2 (1893)، وحررهم بعد وفاتهما.

## المساهمات في القياسات الحيوية
كان لكارل بيرسون أهمية في تأسيس مدرسة القياسات الحيوية، والتي كانت نظرية تنافسية لوصف التطور والتوريث السكاني في مطلع القرن العشرين. جعلت سلسلته المكونة من ثمانية عشر بحثًا بعنوان «مساهمات رياضية في نظرية التطور» منه مؤسسًا لمدرسة القياس الحيوي للتوريث. خصص بيرسون عمليًا الكثير من الوقت ما بين عامي 1893-1904 لتطوير التقنيات الإحصائية للقياس الحيوي. تشمل هذه التقنيات، التي تستخدم على نطاق واسع اليوم للتحليل الإحصائي، اختبار مربع كاي والانحراف المعياري ومعامل الارتباط وتحليل الانحدار. نص قانون بيرسون لوراثة الأجداد على أن البلاسما الجرثومية تتكون من عناصر وراثية موروثة من الوالدين وكذلك من أسلاف أبعد، تختلف نسبتها باختلاف السمات.
كان كارل بيرسون من أتباع غالتون، وعلى الرغم من اختلاف الاثنين في بعض النواحي، إلا أن بيرسون استخدم الكثير من مفاهيم فرانسيس غالتون الإحصائية في صياغته لمدرسة القياس الحيوي للتوريث، مثل قانون الانحدار. لم تركز مدرسة القياس الحيوي- على عكس المندلية- على توفير آلية للتوريث، بل على تقديم وصف رياضي لم يكن سببيًا في الطبيعة للتوريث. اقترح غالتون نظرية متقطعة للتطور، تفيد أن الأنواع يجب أن تتغير من خلال القفزات الكبيرة بدلًا من التغييرات الصغيرة التي تراكمت بمرور الوقت، بينما أشار بيرسون إلى عيوب في حجة غالتون واستخدم بالفعل أفكار غالتون لتعزيز نظرية مستمرة للتطور، في حين فضل المندليون نظرية التطور المتقطعة. ركز غالتون في المقام الأول على تطبيق الأساليب الإحصائية لدراسة الوراثة، بينما وسّع بيرسون وزميله ويلدون المنطق الإحصائي إلى مجالات التوريث والتباين والارتباط والانتقاء الطبيعي والجنسي.
لم يكن المقصود من نظرية التطور- بالنسبة لبيرسون- تحديد آلية بيولوجية تشرح أنماط التوريث، في حين افترضت النظرية المندلية أن الجين هو آلية للتوريث. انتقد بيرسون باتسون وعلماء الأحياء الآخرين لفشلهم في اعتماد تقنيات القياس الحيوي في دراستهم للتطور.
انتقد بيرسون علماء الأحياء الذين لم يركزوا على الصحة الإحصائية لنظرياتهم، مشيرًا إلى أنه «قبل أن نتمكن من قبول [أي سبب للتغيير التدريجي] كعامل، لا يجب أن نكون قد أظهرنا مقبوليته فحسب، بل أظهرنا قدر الإمكان قدرته الكمية». سلّم علماء الأحياء بـ «تكهنات ميتافيزيقية تقريبًا بما يخص أسباب الوراثة»، والتي حلت محل عملية جمع البيانات التجريبية التي قد تسمح للعلماء في الواقع بتقليص النظريات المحتملة.
كانت قوانين الطبيعة بالنسبة لبيرسون مفيدة في الحصول على تنبؤات دقيقة، ووصف الاتجاهات في البيانات المرصودة بإيجاز. التسبيب هو تجربة «حدوث تسلسل معين وتكراره في الماضي»، وبالتالي لم يكن تحديد آلية معينة لعلم الوراثة سعيًا جديرًا لعلماء الأحياء، الذين تعين عليهم بدلًا من ذلك، التركيز على الأوصاف الرياضية للبيانات التجريبية.
أدى ذلك جزئيًا إلى نقاش حاد بين علماء القياس الحيوي والمندليين، بمن فيهم باتيسون. أسس بيرسون وويلدون مجلة بيوميتريكا في عام 1902، بعد أن رفض باتيسون إحدى مخطوطات بيرسون التي وصفت نظرية جديدة للتباين في ذرية ما، أو تنميط مِثليّ. اعتبرت التقنيات التي طورها بيرسون وعلماء القياس الحيوي في ذلك الوقت بالغة الأهمية لدراسات علم الأحياء والتطور اليوم، على الرغم من أن نهج القياس الحيوي المتبع في التوريث خسر في نهاية المطاف أمام المنهج المندلي.

## مساهماته في الإحصاء
تمثل أعمال بيرسون قاعدة بُنيت عليها مجموعة من الطرق الكلاسيكية المستعملة في الإحصاء حاليا. من الأمثلة عن مساهماته في الإحصاء ما يلي:
- معامل الارتباط لبيرسون، والذي طور لأول مرة من طرف عالمي الرياضيات أوغست برافيه وفرانسيس غالتون.

## وصلات خارجية
- كارل بيرسون على موقع الموسوعة البريطانية (الإنجليزية)